# Фајер Ајланд
Фајер Ајланд (енгл. Fire Island) насељено је место без административног статуса у америчкој савезној држави Њујорк.

## Демографија
По попису из 2010. године број становника је 292, што је 18 (-5,8%) становника мање него 2000. године.
| Група             | 2000.       | 2010.       |
| Белци             | 293 (94,5%) | 253 (86,6%) |
| Афроамериканци    | 0 (0,0%)    | 12 (4,1%)   |
| Азијати           | 2 (0,6%)    | 1 (0,3%)    |
| Хиспаноамериканци | 9 (2,9%)    | 23 (7,9%)   |
| Укупно            | 310         | 292         |